# 乔舒亚·西蒙兹
乔舒亚·西蒙兹（英語：Joshua Simmonds，1995年10月4日—），生于维多利亚州，澳大利亚男子曲棍球运动员。他曾代表澳大利亚国家队参加2020年夏季奥林匹克运动会曲棍球比赛，获得一枚银牌。